# 全日
全日（ぜんにち、もしくはぜんじつ）は、日本のテレビ業界で6:00 - 24:00の時間帯を指す業界用語。
この時間帯は、1日（ここでは特に、多くの世帯が視聴しやすい6:00 - 24:00を指す）の視聴率を測定する、その局の活力を表す指標として重要視されている。
同類語にゴールデンタイム、プライムタイム、ノンプライムがある。

## 日本における全日視聴率の首位局（年間）

### 関東地区
- 1963年 - 1977年：NHK総合
- 1978年：NHK総合・TBS ※同率首位
- 1979年 - 1986年：NHK総合
- 1987年：フジテレビ（CX）
- 1988年 - 1989年：NHK総合
- 1990年 - 1992年：フジテレビ
- 1993年：日本テレビ・フジテレビ ※同率首位
- 1994年 - 2003年：日本テレビ（NTV）
- 2004年 - 2010年：フジテレビ
- 2011年：日本テレビ・フジテレビ ※同率首位
- 2012年 - 2022年：日本テレビ

### 関西地区
- 1985年 - 1994年：関西テレビ（KTV）
- 1995年 - 2003年：読売テレビ（ytv）
- 2004年：関西テレビ
- 2005年 - 2009年：朝日放送（ABC）
- 2010年 - 2011年：関西テレビ
- 2012年 - 2013年：朝日放送
- 2014年 - 2022年：読売テレビ

### 名古屋地区
- 1982年 - 1997年：東海テレビ（THK）
- 1998年 - 2003年：中京テレビ（CTV）
- 2004年 - 2011年：東海テレビ
- 2012年 - 2022年：中京テレビ

### 補足
全日視聴率は、（日本）全国的に見ると、キー局の好調ぶりとローカル番組の強みを多く抱えやすい日本テレビ系列局や、同じくキー局の好調ぶりに支えられたフジテレビ系列局によって多くとる傾向にある。
- 札幌テレビ（STV）では、『どさんこワイド』の好調ぶりにより、月間の全日視聴率で、1993年10月から2006年6月までの153か月間、連続して首位を獲得したことがある。全日の年間および年度視聴率でも1993年から2013年までの21年間、連続して首位を獲得している（継続中）。
- 一方で大阪などの近畿広域圏（関西）や福岡では、ローカル番組の強みを抱え、かつ、2010年代に入ってからのキー局の好調の追い風を受けるテレビ朝日系列（ABC、KBC）が全日視聴率首位を獲得している。

NHK総合が1963年から1986年、および1988年、1989年までの間のおよそ30年間、全日視聴率で首位を保ち続けた背景には、『連続テレビ小説』や『大河ドラマ』、各種定時ニュースが軒並み高視聴率であったからである。
テレビ朝日も1969年から1971年までの3年間、在京民放5局の中で全日首位を獲得したことがある（ただし、NHK総合を含めると、在京放送局6局中2位だった）。これは、1964年開始の『木島則夫 モーニングショー』の影響によるものである。これにより、他局も朝の情報番組の強化に相次いで乗り出した。なお、テレビ朝日は2012年、2013年にも（NHK総合を含めた）在京局中2位となったが、1位が日本テレビであったため、在京局での首位とはならなかった。